# Bonamia brevifolia
Bonamia brevifolia är en vindeväxtart som först beskrevs av George Bentham, och fick sitt nu gällande namn av Myint. Bonamia brevifolia ingår i släktet Bonamia och familjen vindeväxter. Inga underarter finns listade i Catalogue of Life.